# Héliades
Pour l’article ayant un titre homophone, voir Eliade.
Cet article possède des paronymes, voir ILIAD et Iliade.

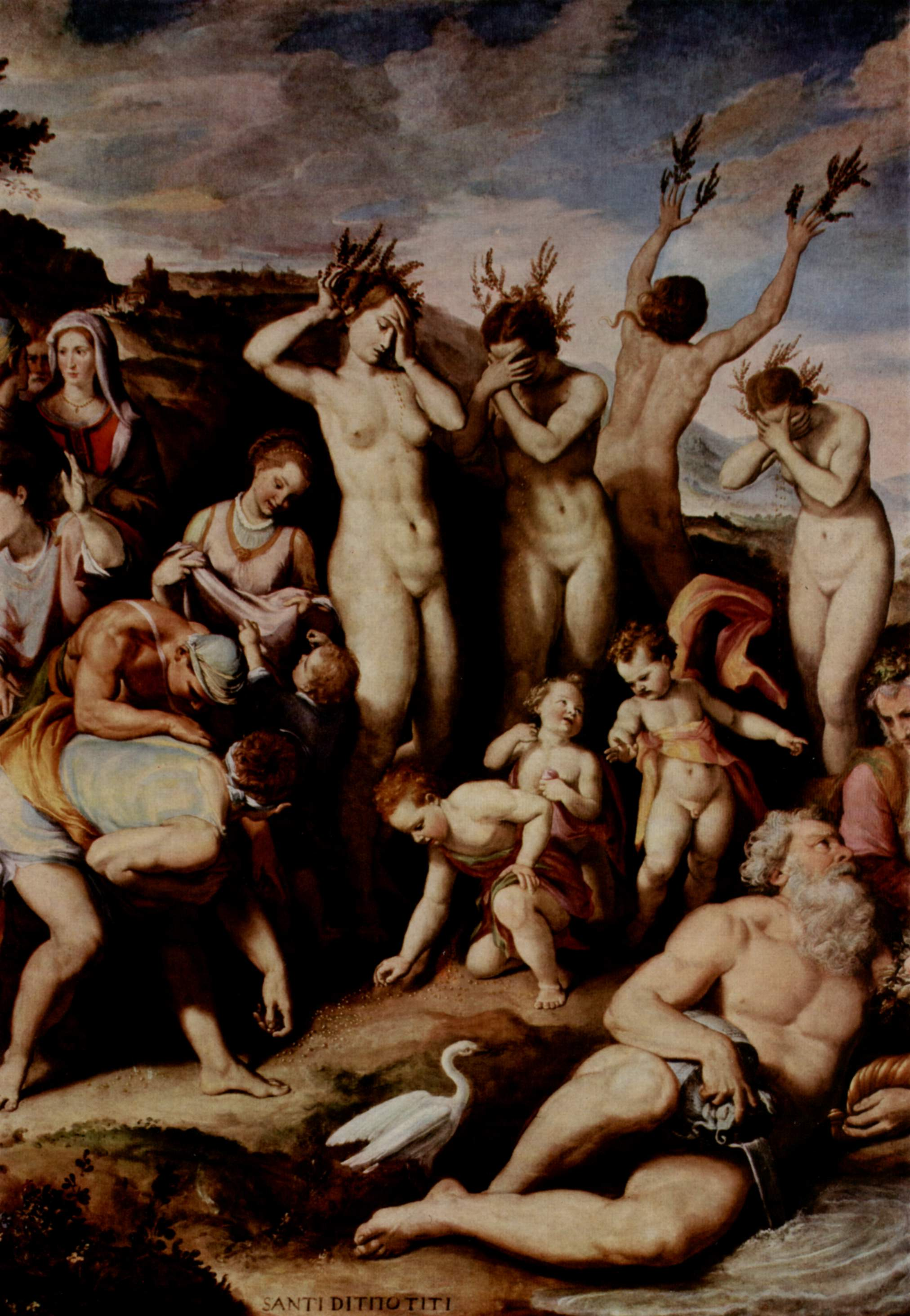
La Métamorphose en peuplier des sœurs de Phaéton, par Santi di Tito (2e moitié du XVIe siècle)

Dans la mythologie grecque, les Héliades (en grec ancien : Ἡλιάδες / Hēliádes, « enfants du soleil »), filles d'Hélios et de Clymène, sont les sœurs de Phaéton. À la mort de celui-ci, elles se montrèrent inconsolables, le pleurant sans cesse, de sorte que leurs larmes se solidifièrent en ambre et qu'elles-mêmes se changèrent en peupliers ou en aulnes.
Leur nombre et leurs noms varient selon les auteurs ; on peut citer : Astris, Dioxippe, Églé, Éthérie, Hélia, Mérope et Phœbé, voire parfois Lampétie et Phaéthuse.

## Sources
- Apollonios de Rhodes, Argonautiques [détail des éditions] [lire en ligne] (IV).
- Hygin, Fables [détail des éditions] [(la) lire en ligne] (CLIV).
- Ovide, Métamorphoses [détail des éditions] [lire en ligne] (II, 340 et suiv.).
- Bernard Salomon, La métamorphose d'Ovide figurée, [lire en ligne](p.23).